# 勒克罗泽
勒克罗泽（法語：Le Crozet，法語發音：[lə kʁozɛ]）是法国卢瓦尔省的一个市镇，位于该省北部，属于罗阿讷区。

## 地理
勒克罗泽（46°10'14"N, 3°51'18"E）面积13.31 平方千米，位于法国奥弗涅-罗讷-阿尔卑斯大区卢瓦尔省，该省份为法国中南部省份，北起顺时针与索恩-卢瓦尔省、罗讷省、伊泽尔省、阿尔代什省、上盧瓦爾省、多姆山省和阿列省接壤。
与勒克罗泽接壤的市镇（或旧市镇、城区）包括：圣马丹代斯特雷欧、尚日、拉帕科迪耶尔、圣博内德卡尔。
勒克罗泽的时区为UTC+01:00、UTC+02:00（夏令时）。

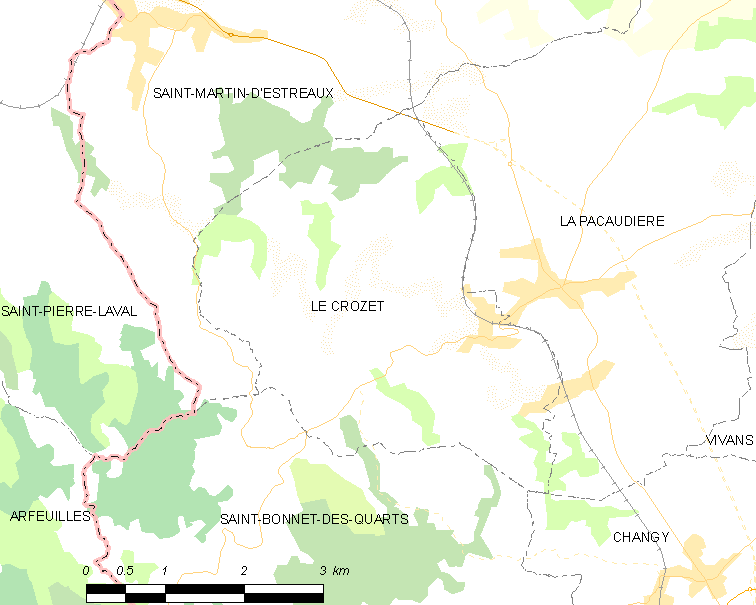
勒克罗泽的OSM定位图

## 行政
勒克罗泽的邮政编码为42310，INSEE市镇编码为42078。

## 政治
勒克罗泽所属的省级选区为勒奈松县。

## 交通
卢瓦尔省省道D35线经过境内。

## 人口

1962-2008年间勒克罗泽人口变化图示

勒克罗泽于2022年1月1日时的人口数量为240人。